# Tavullia
Tavullia (hasta el 13 de diciembre de 1938 se llamaba Tomba, palabra de origen latina que significa altura) es una localidad de la provincia de Pesaro y Urbino, en Marcas, Italia.

## Geografía
Tavullia está situada a 70 kilómetros al noroeste de Ancona y 15 kilómetros al oeste de Pésaro. Se extiende por una superficie total de 42,3 km² y limita con los ayuntamientos de: Colbordolo, Gradara, Mondaino (provincia de Rimini|RN), Montecalvo in Foglia, Montegridolfo (RN), Montelabbate, Pésaro, Saludecio (RN), San Giovanni in Marignano (RN), Sant'Angelo in Lizzola. La densidad de población es de 176 habitantes por kilómetro cuadrado. El ayuntamiento está formado del burgo de Tavullia y de las siguientes parroquias: Babbucce, Belvedere Fogliense, Case Bernardi, Padiglione, y Rio Salso.

### Parroquias
Babbucce es una parroquia que se encuentra en la carretera provincial que une Tavullia a Pésaro.
Las parroquias son también Belvedere Fogliense (Montelevecchie), Padiglione, Rio Salso que se encuentra a lo largo de la carretera provincial que va de Pesaro a Carpegna. Rio Salso, pueblo de cultura, fue el hogar del escritor Fabio Tombari.

## Evolución demográfica
| Gráfica de evolución demográfica de Tavullia entre 1861 y 2001 |
|                                                                |
| Fuente ISTAT - elaboración gráfica de Wikipedia                |

## Cultura
El Borgo di Belvedere Fogliense ofrece un bonito paisaje con la iglesia del siglo XVIII y las murallas que la rodean. En julio se celebran dentro de las murallas la fiesta del verano con puestos y comidas típicas.

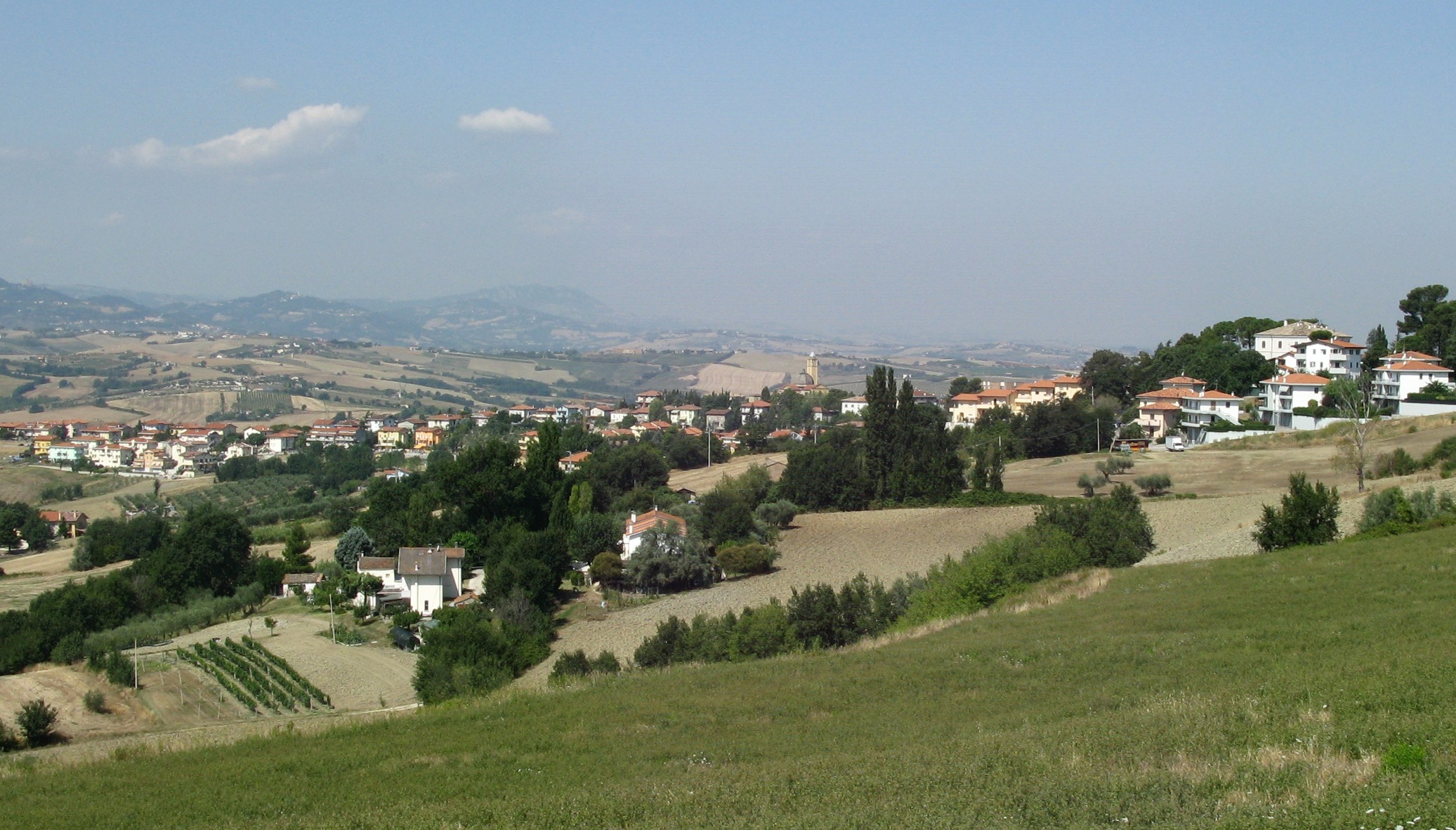
Tavullia.

## Personajes célebres
- Igino Balducci, escritor y poeta
- Graziano Rossi, exmotociclista y padre de Valentino Rossi
- Valentino Rossi, motociclista
- Davide Stocchi, futbolista profesional